# کاندریکول
کاندریکول (انگلیسی: Kandrykul) یک شهرک در شهرستان تویمازینسکی استان باشقیرستان کشور روسیه است.